# Liste der Biografien/Schud
Liste der Biografien |
Portal Biografien |
Personensuche
# |
A |
B |
C |
D |
E |
F |
G |
H |
I |
J |
K |
L |
M |
N |
O |
P |
Q |
R |
S |
T |
U |
V |
W |
X |
Y |
Z |
?
 
Sa |
Sb |
Sc |
Sd |
Se |
Sf |
Sg |
Sh |
Si |
Sj |
Sk |
Sl |
Sm |
Sn |
So |
Sp |
Sq |
Sr |
Ss |
St |
Su |
Sv |
Sw |
Sy |
Sz
 
Sca–Sce |
Sch |
Sci–Scz
 
Scha |
Schc |
Schd |
Sche |
Schg |
Schi |
Schj |
Schk |
Schl |
Schm |
Schn |
Scho |
Schp |
Schr |
Schs |
Scht |
Schu |
Schv |
Schw |
Schy
 
Schua |
Schub |
Schuc |
Schud |
Schue |
Schuf |
Schug |
Schuh |
Schui |
Schuk |
Schul |
Schum |
Schun |
Schuo |
Schup |
Schuq |
Schur |
Schus |
Schut |
Schuu |
Schuv |
Schuw |
Schuy |
Schuz
Die Liste der Biografien führt alle Personen auf, die in der deutschsprachigen Wikipedia einen Artikel haben. Dieses ist eine Teilliste mit 17 Einträgen von Personen, deren Namen mit den Buchstaben „Schud“ beginnt.

## Schud

### Schuda
- Schudack, Michael (1954–2016), deutscher Geologe und Paläontologe

### Schudd
- Schüddekopf, Carl (1861–1917), deutscher Germanist, Bibliothekar und Schriftsteller
- Schüddekopf, Otto-Ernst (1912–1984), deutscher Historiker und SS-Obersturmbannführer
- Schüddekopf, Sandra (* 1973), deutsche Regisseurin und Autorin

### Schude
- Schudel, Hans Jakob (1915–2004), Schweizer Schachfunktionär und Schachspieler
- Schudel, René (* 1976), Schweizer Koch, Gastronom, Fernsehkoch, Unternehmer und Kochbuchautor
- Schuder, Rosemarie (1928–2018), deutsche Schriftstellerin
- Schuder, Werner (1917–2006), deutscher Herausgeber
- Schuderoff, Hermann (1800–1860), deutscher Jurist und Politiker

### Schudi
- Schudina, Walentyna (* 1983), ukrainische Leichtathletin

### Schudl
- Schüdlöffel, Gustav Heinrich (1798–1859), deutschbaltischer Theologe, Schriftsteller und Übersetzer

### Schudn
- Schudnagies, Heinz (1925–1997), deutscher Architekt

### Schudo
- Schudoma, Sabine (* 1959), deutsche Juristin, ehemalige Sozialrichterin und Gerichtspräsidentin

### Schudr
- Schudrich, Michael (* 1955), amerikanisch-polnischer Oberrabbiner

### Schudt
- Schudt, Anna (* 1974), deutsche SchauspielerinAnna Schudt (* 1974)

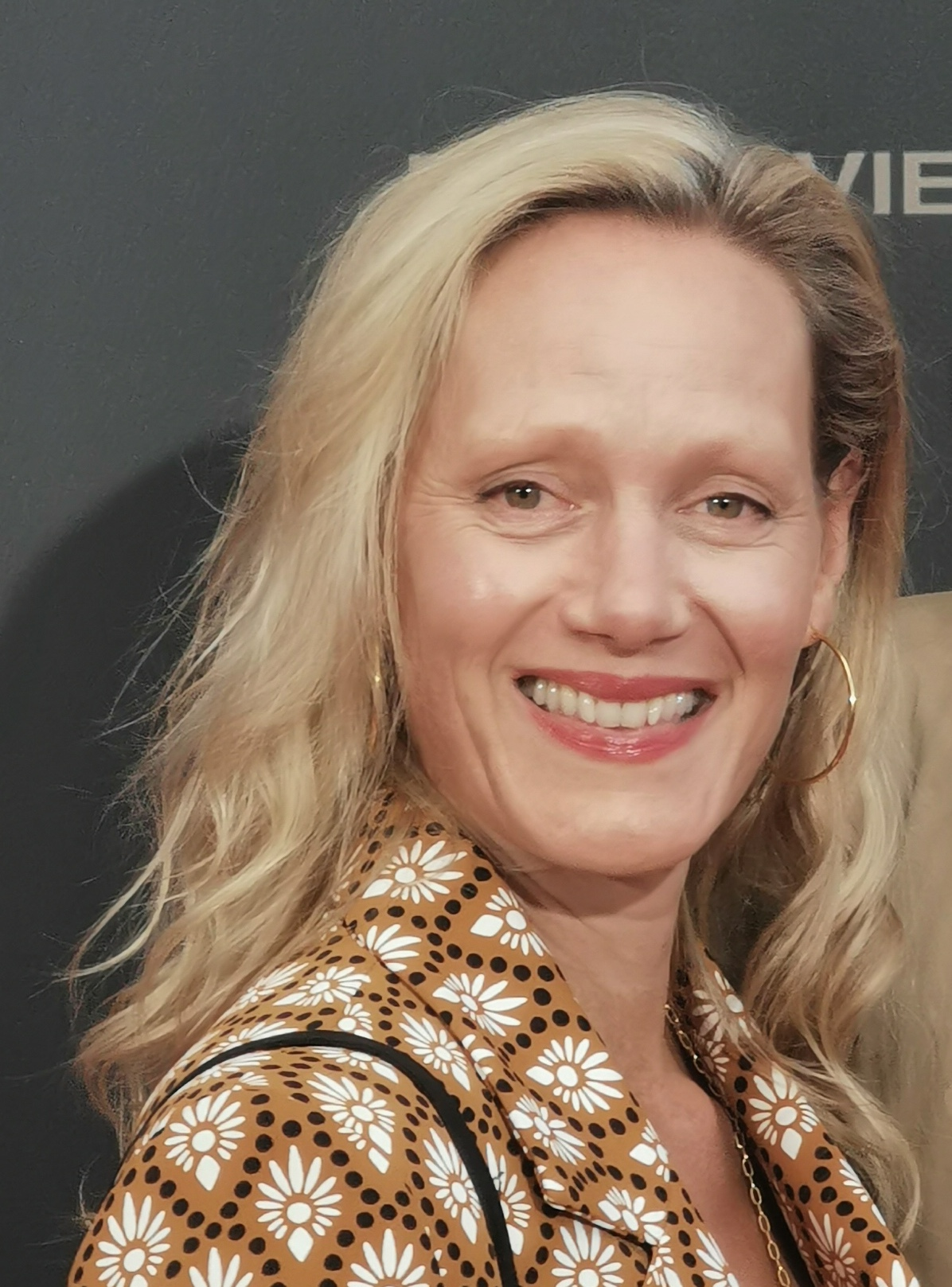
Anna Schudt (* 1974)

- Schudt, Johann Jacob (1664–1722), lutherischer Theologe, Orientalist und Pädagoge
- Schudt, Ludwig (1893–1961), deutscher Kunsthistoriker und Bibliothekar